# Curling-Weltmeisterschaft der Herren 1998

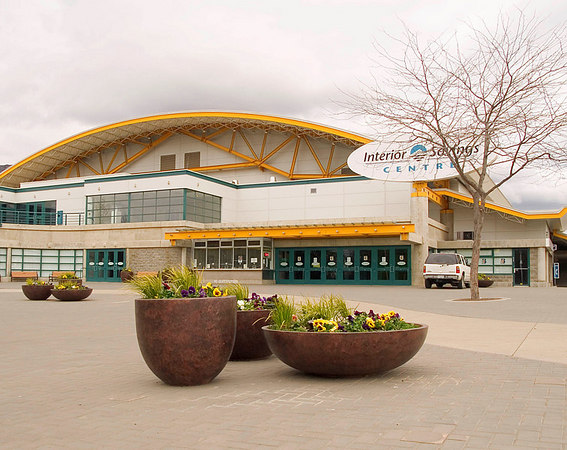
Spielstätte des Turniers – das Riverside Coliseum

Die Curling-Weltmeisterschaft der Herren 1998 (offiziell: Ford World Men’s Curling Championship 1998) war die 40. Austragung (inklusive Scotch Cup) der Welttitelkämpfe im Curling der Herren. Sie wurde vom 4. bis 12. April des Jahres in der kanadischen Stadt Kamloops, British Columbia im Riverside Coliseum veranstaltet.
Die Curling-Weltmeisterschaft der Herren wurde in einem Rundenturnier (Round Robin) zwischen den Mannschaften aus Schottland, Kanada, den Vereinigten Staaten, Deutschland, Schweden, Australien, der Schweiz, Dänemark, Norwegen und Finnland ausgespielt.
Die Spiele wurden auf zehn Ends angesetzt.
Bei der 40. Curling-Weltmeisterschaft der Herren konnte Gastgeber Kanada seinen 25. Weltmeistertitel gewinnen. Das Finale gegen Schweden endete mit einem 7:4-Sieg der Nordamerikaner nach 10 Ends.
Finnland konnte im Spiel um Bronze Schottland mit 6:5 Steinen besiegen und die erste Medaille bei einer WM feiern.

## Teilnehmende Nationen
| Australien | Dänemark | Deutschland | Italien | Kanada |
| --- | --- | --- | --- | --- |
| Sydney Harbour CC, Sydney Skip: Hugh Millikin Third: Trevor Schumm Second: John Theriault Lead: Stephen Johns Ersatz: Stephen Hewitt | Hvidovre CC, Hvidovre Skip: Tommy Stjerne Third: Gert Larsen Second: Peter Andersen Lead: Ivan Frederiksen Ersatz: Anders Søderblom | CC Füssen, Füssen Skip: Roland Jentsch Third: Uli Sutor Second: Florian Zörgiebel Lead: Andreas Kempf Ersatz: Alexander Huchel Trainer: Keith Wendorf    | Hyvinkää CC, Hyvinkää Skip: Markku Uusipaavalniemi Third: Wille Mäkelä Second: Tommi Häti Lead: Jari Laukkanen Ersatz: Jussi Uusipaavalniemi                            | St. George's G&CC, Toronto, ON Skip: Wayne Middaugh Third: Graeme McCarrel Second: Ian Tetley Lead: Scott Bailey Ersatz: David Carruthers Trainer: Jim Waite |
| Norwegen | Schottland | Schweden | Schweiz | Vereinigte Staaten |
| Snarøen CC, Oslo Skip: Thomas Ulsrud Third: Thomas Due Second: Torger Nergård Lead: Johan Høstmælingen Ersatz: Rolf Andreas Lauten   | St. Martins CC, Perth Skip: David Smith Third: Warwick Smith Second: Peter Smith Lead: David Hay Ersatz: Mike Hay                   | Östersunds CK, Östersund Skip: Peja Lindholm Third: Tomas Nordin Second: Magnus Swartling Lead: Peter Narup Ersatz: Marcus Feldt Trainer: Thomas Norgren | Solothurn-Biber & St. Moritz CC Skip: Christof Schwaller Third: Marc Haudenschild Second: Reto Ziegler Lead: Rolf Iseli Ersatz: Robert Hürlimann Trainer: Frédéric Jean | Hibbing CC, Hibbing, MN Skip: Paul Pustovar Third: Dave Violette Second: Greg Wilson Lead: Cory Ward Ersatz: Shawn Rojeski Trainer: Bill Tschirhart          |

## Tabelle der Round Robin
| Schlüssel | Schlüssel                      |
| --------- | ------------------------------ |
|           | Qualifiziert für die Play-offs |
|           | Tie-Breaker                    |

| Platz | Team               | Spiele | Siege | Ndlg. |
| ----- | ------------------ | ------ | ----- | ----- |
| 1.    | Kanada             | 9      | 8     | 1     |
| 2.    | Schweden           | 9      | 6     | 3     |
| 3.    | Schottland         | 9      | 5     | 4     |
| 4.    | Finnland           | 9      | 5     | 4     |
| 5.    | Norwegen           | 9      | 5     | 4     |
| 6.    | Vereinigte Staaten | 9      | 4     | 5     |
| 7.    | Dänemark           | 9      | 4     | 5     |
| 8.    | Schweiz            | 9      | 4     | 5     |
| 9.    | Australien         | 9      | 2     | 7     |
| 10.   | Deutschland        | 9      | 2     | 7     |

## Ergebnisse der Round Robin

### Runde 1
| Australien | Deutschland |
| 8          | 3           |

| Norwegen | Schottland |
| 4        | 8          |

| Kanada | Schweden |
| 10     | 6        |

| Dänemark | Vereinigte Staaten |
| 4        | 8                  |

| Schweiz | Finnland |
| 3       | 5        |

### Runde 2
| Norwegen | Schweden |
| 3        | 8        |

| Schweiz | Dänemark |
| 5       | 11       |

| Schottland | Finnland |
| 5          | 6        |

| Australien | Kanada |
| 2          | 11     |

| Vereinigte Staaten | Deutschland |
| 4                  | 11          |

### Runde 3
| Schweiz | Kanada |
| 7       | 8      |

| Finnland | Vereinigte Staaten |
| 8        | 6                  |

| Dänemark | Norwegen |
| 5        | 3        |

| Deutschland | Schottland |
| 1           | 8          |

| Schweden | Australien |
| 7        | 5          |

### Runde 4
| Norwegen | Finnland |
| 8        | 3        |

| Schottland | Australien |
| 7          | 4          |

| Schweiz | Deutschland |
| 6       | 5           |

| Vereinigte Staaten | Schweden |
| 2                  | 5        |

| Kanada | Dänemark |
| 5      | 4        |

### Runde 5
| Schweden | Dänemark |
| 6        | 7        |

| Deutschland | Norwegen |
| 6           | 9        |

| Kanada | Vereinigte Staaten |
| 7      | 6                  |

| Schweiz | Schottland |
| 9       | 3          |

| Australien | Finnland |
| 5          | 8        |

### Runde 6
| Schottland | Vereinigte Staaten |
| 7          | 8                  |

| Dänemark | Australien |
| 2        | 9          |

| Finnland | Deutschland |
| 8        | 3           |

| Kanada | Norwegen |
| 6      | 8        |

| Schweden | Schweiz |
| 5        | 3       |

### Runde 7
| Kanada | Deutschland |
| 10     | 2           |

| Vereinigte Staaten | Schweiz |
| 9                  | 6       |

| Norwegen | Australien |
| 9        | 8          |

| Finnland | Schweden |
| 2        | 5        |

| Schottland | Dänemark |
| 8          | 3        |

### Runde 8
| Schweiz | Australien |
| 9       | 3          |

| Finnland | Kanada |
| 1        | 8      |

| Schweden | Schottland |
| 1        | 4          |

| Dänemark | Deutschland |
| 3        | 8           |

| Vereinigte Staaten | Norwegen |
| 7                  | 8        |

### Runde 9
| Finnland | Dänemark |
| 6        | 8        |

| Schweden | Deutschland |
| 7        | 3           |

| Vereinigte Staaten | Australien |
| 8                  | 7          |

| Schweiz | Norwegen |
| 6       | 2        |

| Kanada | Schottland |
| 6      | 5          |

## Tie-Breaker
| Finnland | Norwegen |
| 8        | 7        |

## Play-off

### Turnierbaum
|  | Halbfinale | Halbfinale | Halbfinale |                  |  | Finale | Finale     | Finale |
|  |            |            |            |                  |  |        |            |        |
|  |            |            |            |                  |  |        |            |        |
|  | 1          | Kanada     | 9          |                  |  |        |            |        |
|  | 4          | Finnland   | 2          |                  |  | 1      | Kanada     | 7      |
|  |            |            |            |                  |  | 2      | Schweden   | 4      |
|  |            |            |            |                  |  |        |            |        |
|  |            |            |            | Spiel um Platz 3 |  |        |            |        |
|  | 2          | Schweden   | 5          |                  |  |        |            |        |
|  | 3          | Schottland | 3          |                  |  | 3      | Finnland   | 6      |
|  |            |            |            |                  |  | 4      | Schottland | 5      |
|  |            |            |            |                  |  |        |            |        |

### Halbfinale
| Schottland | Schweden |
| 3          | 5        |

| Finnland | Kanada |
| 2        | 9      |

### Spiel um die Bronzemedaille
| Finnland | Schottland |
| 6        | 5          |

### Finale
| Team     |  | 1 | 2 | 3 | 4 | 5 | 6 | 7 | 8 | 9 | 10 | Gesamt |
| -------- |  | - | - | - | - | - | - | - | - | - | -- | ------ |
| Schweden |  | 0 | 0 | 2 | 0 | 0 | 1 | 1 | 0 | 0 | 0  | 4      |
| Kanada   |  | 0 | 2 | 0 | 1 | 0 | 0 | 0 | 2 | 1 | 1  | 7      |

## Endstand
| Platz | Land               |
| ----- | ------------------ |
| 1     | Kanada             |
| 2     | Schweden           |
| 3     | Finnland           |
| 4     | Schottland         |
| 5     | Norwegen           |
| 6     | Vereinigte Staaten |
| 7     | Dänemark           |
| 8     | Schweiz            |
| 9     | Australien         |
| 10    | Deutschland        |